# ニュース&速報スポーツ
『ニュース&速報スポーツ』（ニュースアンドそくほうスポーツ）は、NHK総合テレビジョンで2006年1月14日から3月18日、毎週土曜日の21:52 - 22:00（JST）まで放送された報道番組・スポーツニュースのミニ番組である。ただし、このタイトルが実際の放送で出ることはなかった。
2006年4月の改編で、土曜日の「NHKスペシャル」の廃枠と、再度23時台に「韓国ドラマシリーズ」を戻すことになり、「土曜ドラマ」と「@ヒューマン」が1時間ずつ繰り上がるため、同年3月18日の放送を以って終了した。

## 番組内容
- 前半がNHKニュース、後半が22:58に始まる『つながるテレビ@ヒューマン』でのラインナップや、土曜日のスポーツニュースのさわりを伝える「@ヒューマン」の前座・番宣的なものになっていた。
- 2006年2月25日放送分は、トリノオリンピックで、「@ヒューマン」の放送が休止されたため、全編NHKニュースのくくりで、スポーツニュースもまとめて伝えた。